# Zhen Wenhua
Zhen Wenhua, född 8 mars 1967, är en friidrottare från Kina. Han deltog vid olympiska sommarspelen 1992.